# Зоря (Гоголеве)
«Зоря» — український аматорський футбольний клуб із села Гоголеве Миргородського району (раніше — Шишацького) Полтавської області. У 2000-2010-х роках команда брала участь у розіграшах Кубка Полтавської області та Чемпіонаті Полтавської області. Вигравши в сезоні 2007 турнір у другій лізі, «Зоря» в наступному ж році стала срібним призером Чемпіонату Полтавщини. Після 2012 року команда бере участь переважно в змаганнях районного рівня.

## Досягнення
Чемпіонат Полтавської області
- Срібний призер (1): 2008